# Pseudophryne dendyi
A Pseudophryne dendyi a kétéltűek (Amphibia) osztályának békák (Anura) rendjébe, a Myobatrachidae családba, azon belül a Pseudophryne nembe tartozó faj.

## Előfordulása
Ausztrália endemikus faja. Victoria állam keleti és Új-Dél-Wales délkeleti részén, 100–1200 m-es tengerszint feletti magasságban honos. Elterjedési területének mérete nagyjából 51 400 km².

## Nevének eredete
A faj nevét Arthur Dendy brit zoológus tiszteletére kapta, aki az első példányt gyűjtötte a Wellington-folyó közelében.

## Megjelenése
Kis termetű békafaj, hossza elérheti a 3 cm testhosszúságot. Háta sötétszürke vagy fekete. A fején és a hát alsó részén gyakran élénksárga folt található. Hasán fekete-fehér márványos mintázat található. Pupillája vízszintes elhelyezkedésű, az írisz aranyszínű. A karok felső része a vállnál, valamint a combok hátsó része gyakran élénksárga. Ujjai között úszóhártya található, ujjai végén nincsenek korongok.

## Életmódja
Tavasztól őszig eső után szaporodik. A petéket kis csomóban rakja le a szárazföldön, kövek és fatörzsek alá, valamint a talajban lévő sáros lyukakba. Akárcsak a többi Pseudophryne faj esetében, a fészket a hím őrzi. Az ebihalak hossza elérheti a 3 cm-t, színük sötét szürkésfekete színűek. Miután a fészket elárasztja az eső, hat-hét hónapig tart, amíg békává fejlődnek.

## Természetvédelmi helyzete
A vörös lista a nem fenyegetett fajok között tartja nyilván. Populációja stabil, több természetvédelmi területen is megtalálható. Teljes előfordulási területén védett.